# 이정식 (배우)
이정식(李廷湜, 1995년 7월 6일 ~ )은 대한민국의 배우이다.

## 출연작

### 드라마
- 《러닝메이트》 (2025년, TIVING) - 곽상현 역
- 《트레이서》 (2022년, MBC) - 김영태 역
- 《썸머가이즈》 (2021년, 웹드라마) - 마태오역
- 《하자있는 인간들》 (2019년, MBC)
- 《농부사관학교 2》 (2019년, SBS) - 이해승 역
- 《눈 떠보니 세명의 남자친구》 (2019년, 웹드라마) - 건우 역
- 《농부사관학교》 (2019년, SBS) - 이해승 역
- 《디어엠》 (2025년, KBS Joy) - 문준 역

### 뮤직비디오
- leejean(리진) - groeund zero (2024)
- 정승환 - 너의 여행 (2022년)
- 디에이드 - 변했어 (2019년)
- 블루미 - 너 때문이야 (2016년)

### 광고
- 삼성 갤럭시
- 카카오뱅크
- 스무드이
- XESS

### 예능
- 사장님 귀는 당나귀 귀